# Sidney Weintraub
Sidney Weintraub (ur. 28 kwietnia 1914 w Nowym Jorku, zm. 19 czerwca 1983) – amerykański ekonomista, jeden z najbardziej wpływowych przedstawicieli amerykańskiego postkeynesizmu, zaliczony przez Marka Blauga do grona stu wielkich ekonomistów po Keynesie.
Ukończył London School of Economics and Political Science. Przez większość kariery akademickiej wykładał na Uniwersytecie St. John's w Nowym Jorku oraz Uniwersytecie Pensylwanii. Był jednym z założycieli Journal of Post Keynesian Economics.

## Wybrane publikacje
- Price Theory, 1949
- Income and Employment Analysis, 1951
- Classical Keynesianism, Monetarism and the Price Level, 1961
- Keynes, Keynesians and Monetarists, 1978